# Tramwaje w Monterrey
Tramwaje w Monterrey − zlikwidowany system komunikacji tramwajowej w meksykańskim mieście Monterrey, działający w latach 1883−1932.

## Historia
W 1883 uruchomiono pierwsze tramwaje ciągnięte przez muły. Operatorem była spółka Ferrocarril Urbano. W 1887 inna spółka Ferrocarril de Monterrey y Topo-Chico otworzyła linię podmiejską od Monterrey na północ do Topo-Chico. Począwszy od 1892 miasto przyznawało kolejne koncesje na budowę tramwajów elektrycznych (1896, 1903 i 1904), jednak wówczas nie wybudowano tramwajów elektrycznych. 16 maja 1905 została założono w Toronto spółka Monterrey Railway, Light & Power Co., która wykupiła tramwaje konne i rozpoczęła budowę normalnotorowej sieci tramwajów elektrycznych. 25 lipca 1907 otwarto pierwszą linię tramwaju elektrycznego z Monterrey do Topo-Chico. Oprócz linii podmiejskiej w Monterrey była rozwinięta sieć tramwajów miejskich. 10 marca 1908 otwarto linię w Monterrey łączącą wschodnią część miasta z zachodnią. Według McGraw Electric Railway Directory z 1924 w Monterrey było 37 km tras tramwajowych po których kursowało 29 wagonów. W 1930 tramwaje zostały przejęte przez Sociedad Cooperativa de Tranviarios y Autobuseros de Monterrey. 30 maja 1932 zlikwidowano tramwaje. 